# Góis
Góis és un municipi portuguès, situat al districte de Coïmbra, a la regió del Centre i a la subregió de Pinhal Interior Norte. L'any 2006 tenia 4.499 habitants. Limita al nord amb Arganil, a l'est amb Pampilhosa da Serra, al sud-oest amb Pedrógão Grande i Castanheira de Pêra, a l'oest amb Lousã i al nord-oest amb Vila Nova de Poiares.

## Població
| Població del concelho de Góis (1801 – 2004) | Població del concelho de Góis (1801 – 2004) | Població del concelho de Góis (1801 – 2004) | Població del concelho de Góis (1801 – 2004) | Població del concelho de Góis (1801 – 2004) | Població del concelho de Góis (1801 – 2004) | Població del concelho de Góis (1801 – 2004) | Població del concelho de Góis (1801 – 2004) | Població del concelho de Góis (1801 – 2004) |
| ------------------------------------------- | ------------------------------------------- | ------------------------------------------- | ------------------------------------------- | ------------------------------------------- | ------------------------------------------- | ------------------------------------------- | ------------------------------------------- | ------------------------------------------- |
| 1801                                        | 1849                                        | 1900                                        | 1930                                        | 1960                                        | 1981                                        | 1991                                        | 2001                                        | 2004                                        |
| 5231                                        | 6332                                        | 11891                                       | 12230                                       | 9744                                        | 6434                                        | 5372                                        | 4861                                        | 4606                                        |

## Freguesies
- Alvares
- Cadafaz
- Colmeal
- Góis
- Vila Nova do Ceira